# Cheilosia hermiona
Cheilosia hermiona är en tvåvingeart som beskrevs av Hull och Fluke 1950. Cheilosia hermiona ingår i släktet örtblomflugor, och familjen blomflugor. Inga underarter finns listade i Catalogue of Life.